# Poudrière de Vauban
La poudrière de Vauban est un monument historique situé à Grenoble dans le département de l'Isère, en région Auvergne-Rhône-Alpes.
L'édifice, magasin à poudre de bastion datant de la fin du XVIIe siècle, est installé dans l'enceinte d'une cité administrative. Il a été inscrit au titre des monuments historiques le 22 mars 1973. Son concepteur est le marquis Sébastien Le Prestre de Vauban.

## Situation et accès

### Situation
Ce petit bâtiment est situé rue du commandant L'Herminier dans l'enceinte de la cité administrative Dode, à proximité immédiate de l'Hôtel de police de Grenoble, non loin des tours de l'Île-Verte.
Le site peut être visité durant certains événements tels que la manifestation nationale annuelle des journées du patrimoine.

### Accès

#### À pied
Le bâtiment, installé à l'entrée du domaine de la cité administrative Dode, une ancienne caserne militaire qui accueille plusieurs services de l'État, est situé entre le centre-ville et le quartier de l'Île-Verte. Le bâtiment est accessible aux piétons, aux heures d'ouverture de la cité administrative, mais les visites sont soumises à autorisation.

#### Transports publics
La poudrière ainsi que la cité Dode sont desservies par la ligne B du réseau de tramway de l'agglomération grenobloise, station Notre-Dame Musée et la ligne 13 des Bus Proximo, arrêt Mutualité.

## Historique

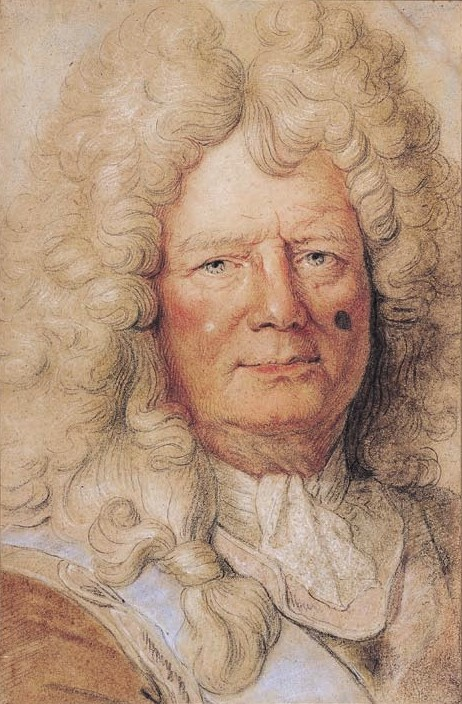
Le marquis de Vauban.

Afin d'écarter les risques liés à une invasion du Dauphiné par les troupes du Duc de Savoie (Grenoble n'est qu'à 50 kilomètres de Chambéry), le roi de France Louis XIV demande à son commissaire général aux fortifications, le marquis de Vauban de se rendre dans la province pour inspecter les places fortes.
L'architecte du roi, jugeant la ville mal protégée, met en place dès 1692 un projet pour améliorer les défenses de la ville de Grenoble dont celles du fort de la Bastille qui domine la ville, et demande la construction de deux magasins à poudre, dont seul celui situé près de l'Île Verte est encore visible .
Cependant, au-delà de ces constructions la demande de Vauban va quasiment rester lettre morte, malgré un plan de financement sur dix-huit ans, tout comme son projet d'agrandissement de l'enceinte de la ville vers le sud, qu'il proposera lors d'une seconde visite au cours du mois de juillet 1700.
La façade principale sera remaniée au XIXe siècle par le général François Nicolas Benoît Haxo, alors inspecteur général des fortifications frontalières de Louis XVIII.
Une association de défense du site dénommée « association pour la rénovation et la réhabilitation de la poudrière de Vauban (ARPP) » a été créée en 2003.

## Description

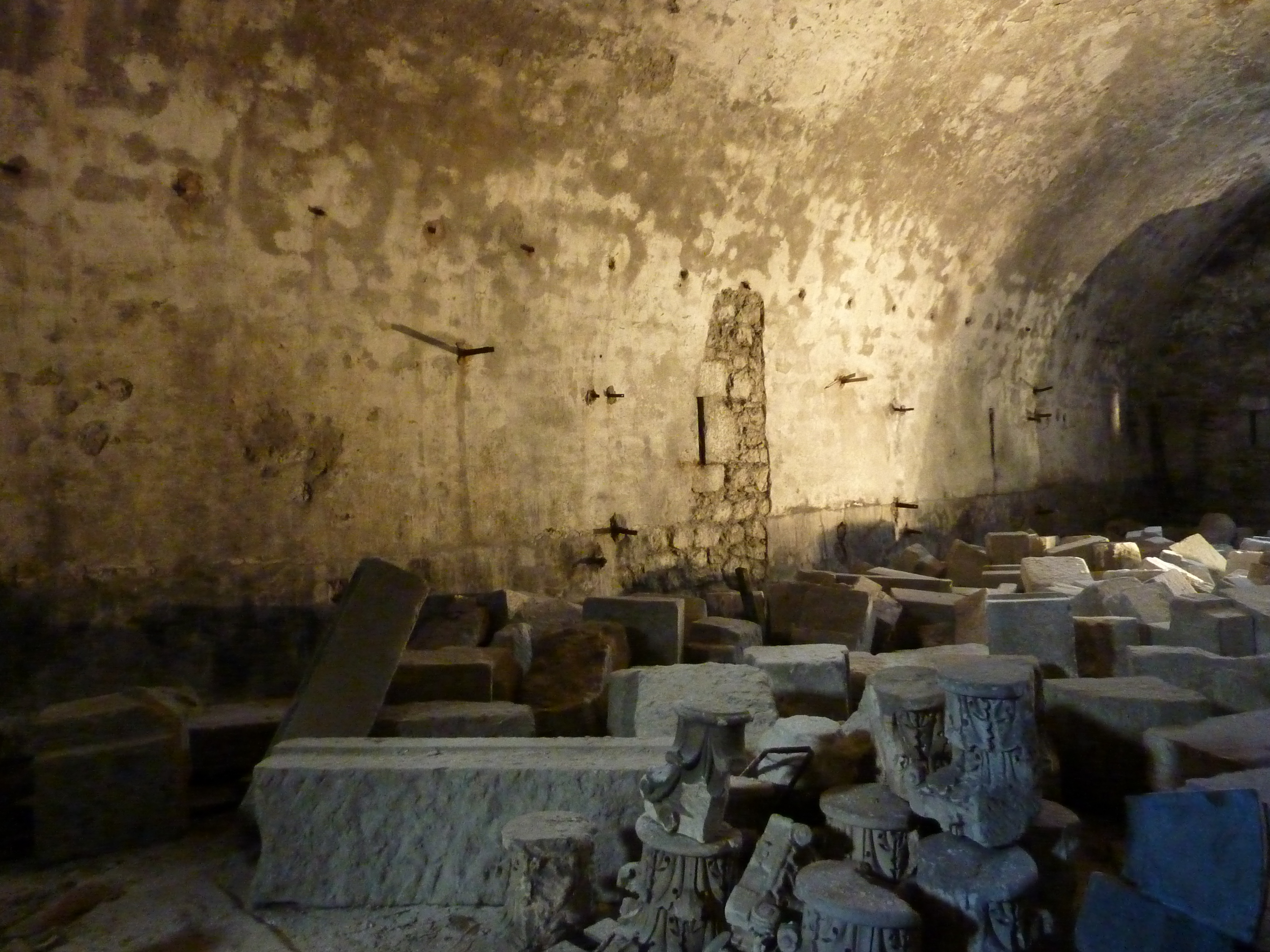
Vue intérieure du plancher de la poudrière qui isolait les barils de poudre de 50 kg et qui est désormais utilisée en lieu de stockage de vestiges archéologiques.

Le magasin à poudre se compose d'un bâtiment allongé et construit d'après un plan rectangulaire de trente-cinq mètres par quinze mètres.
La construction comprend une salle voûtée à l'épreuve des bombes. Faisant trente mètres de long sur huit mètres de large avec une hauteur de six mètres sous la clé de la voûte en plein cintre, le bâtiment est couvert d'une épaisse couche de terre après la dépose de la toiture vers 1875 (les progrès de l'artillerie à poudre rendent cette voûte inefficace). Il possède des murs épais (murs pignons d'« 1,30 m » d'épaisseur, murs latéraux de « 3 m » d'épaisseur). Ces derniers sont renforcés par cinq gros contreforts qui assurent une explosion verticale (l'explosion latérale est plus mortelle pour les personnes regroupées dans l'enceinte). Deux systèmes d'aération sont nécessaires pour éviter l'humidité : un vide sanitaire sous le plancher et des barbacanes (évents en chicane) aménagées dans les murs latéraux pour permettre l'apport d'air extérieur tout en empêchant l'entrée des projectiles. Les clous, gonds et serrures sont en bronze pour éviter toute étincelle pouvant déclencher l'explosion. De même, les magasiniers ne pouvaient pénétrer dans la poudrière qu'en sabots de bois non cloutés. Comme pour tous les magasins à poudre à canon et à mousquet, la construction de la poudrière de Vauban est soumise à des conditions spécifiques, liées à des impératifs de sécurité.
Un grand mur, érigé devant la façade, est situé le long de la rue du commandant L'Herminier, avec un décalage sur l’axe des portes qui forme un sas d’entrée, évitant un accès direct à l’intérieur. Il faut donc entrer dans la cité administrative pour visiter l'ancienne poudrière

Poudrière de Vauban
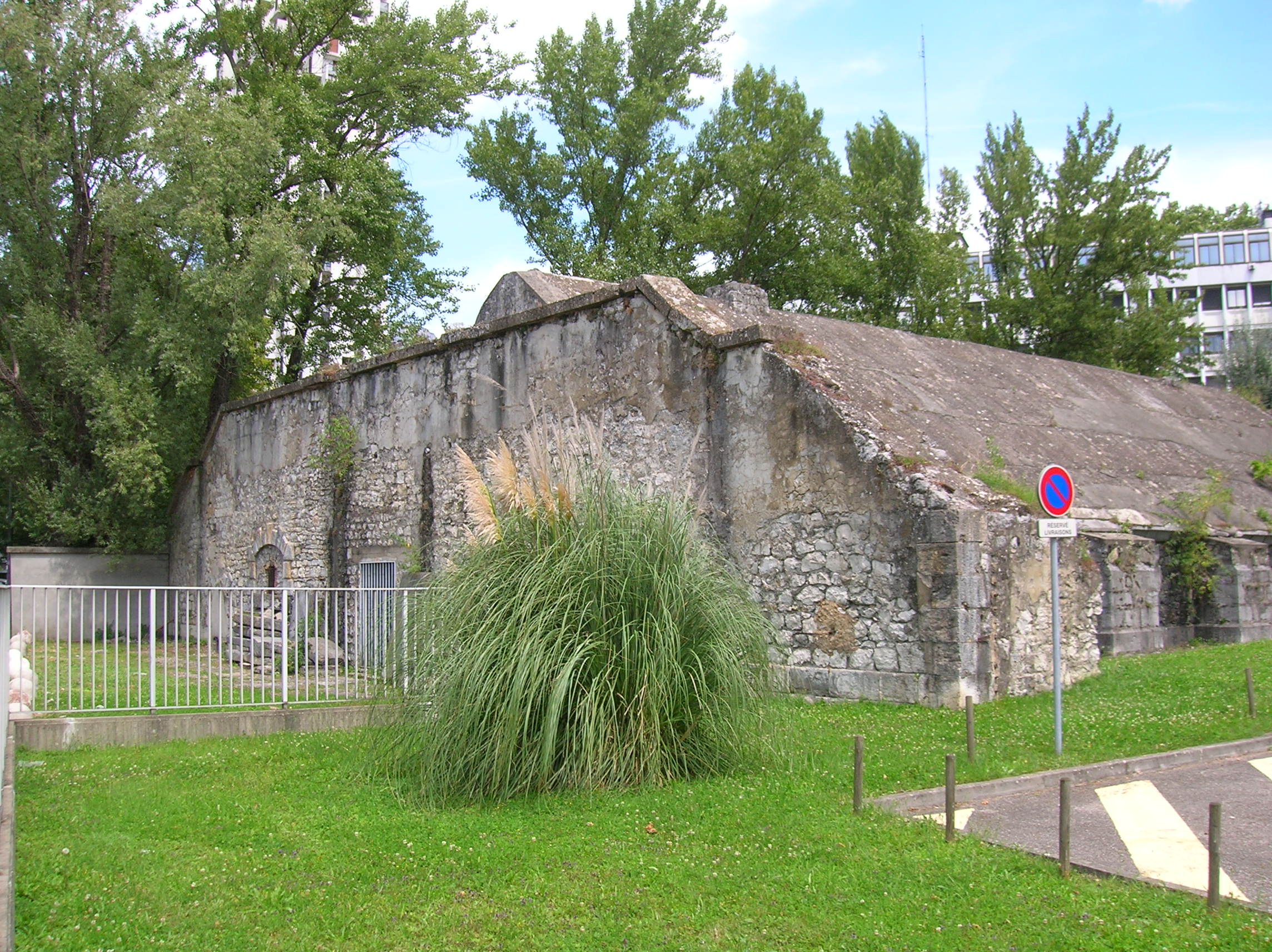
Vue extérieure.
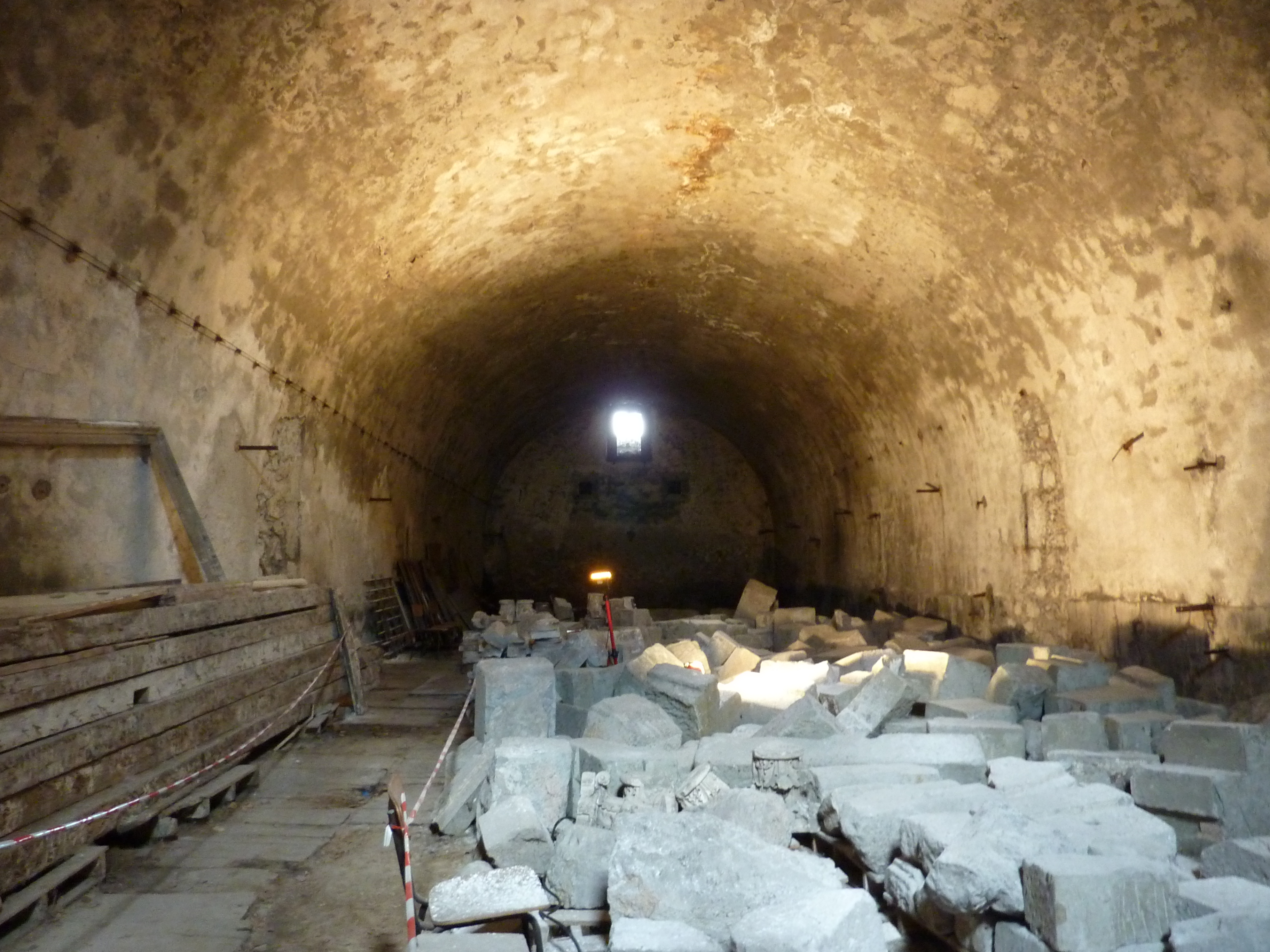
Vue intérieure. L'éclairage était assuré par une baie haute en pignon,
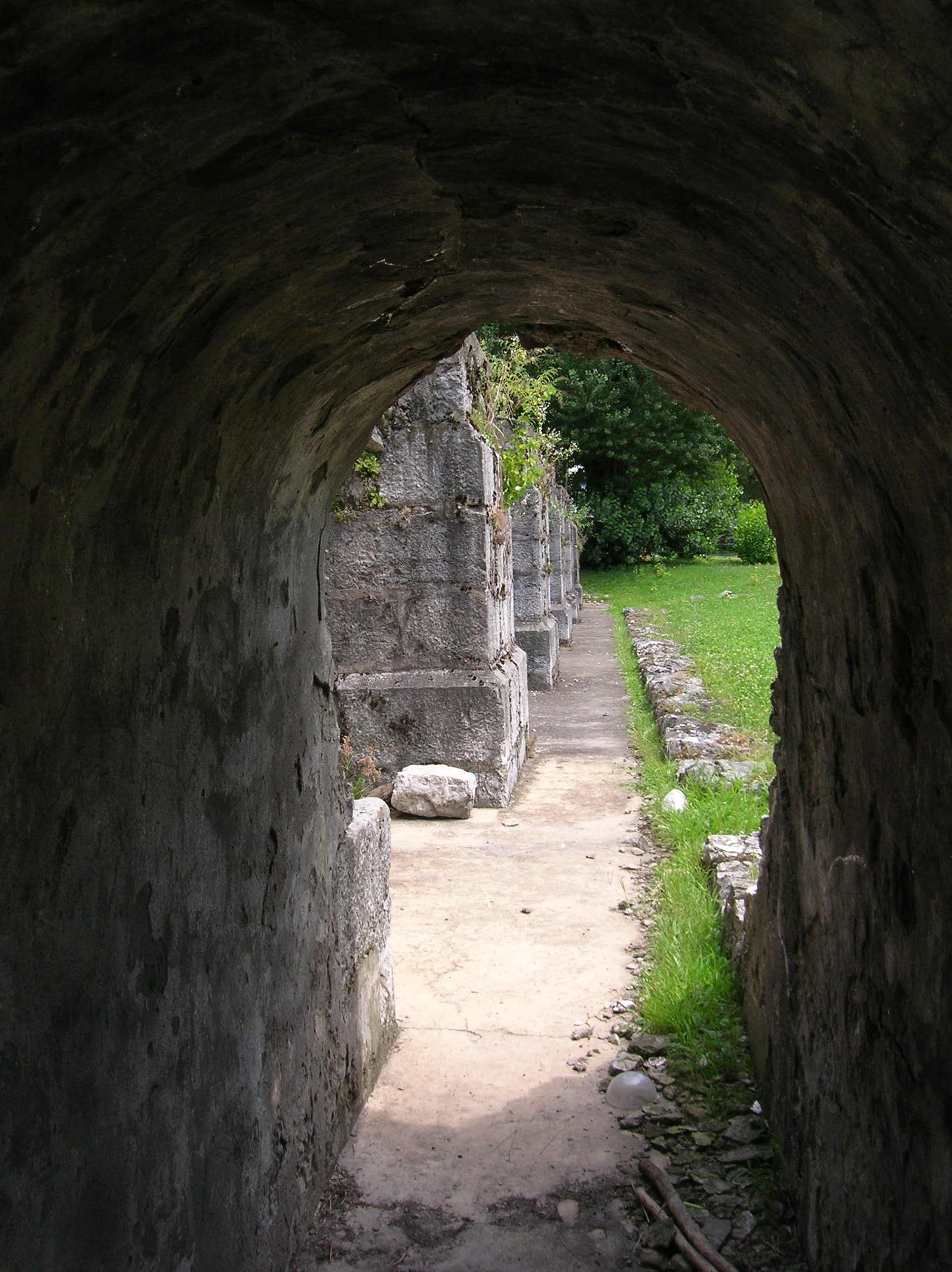
Vue vers l'extérieur.
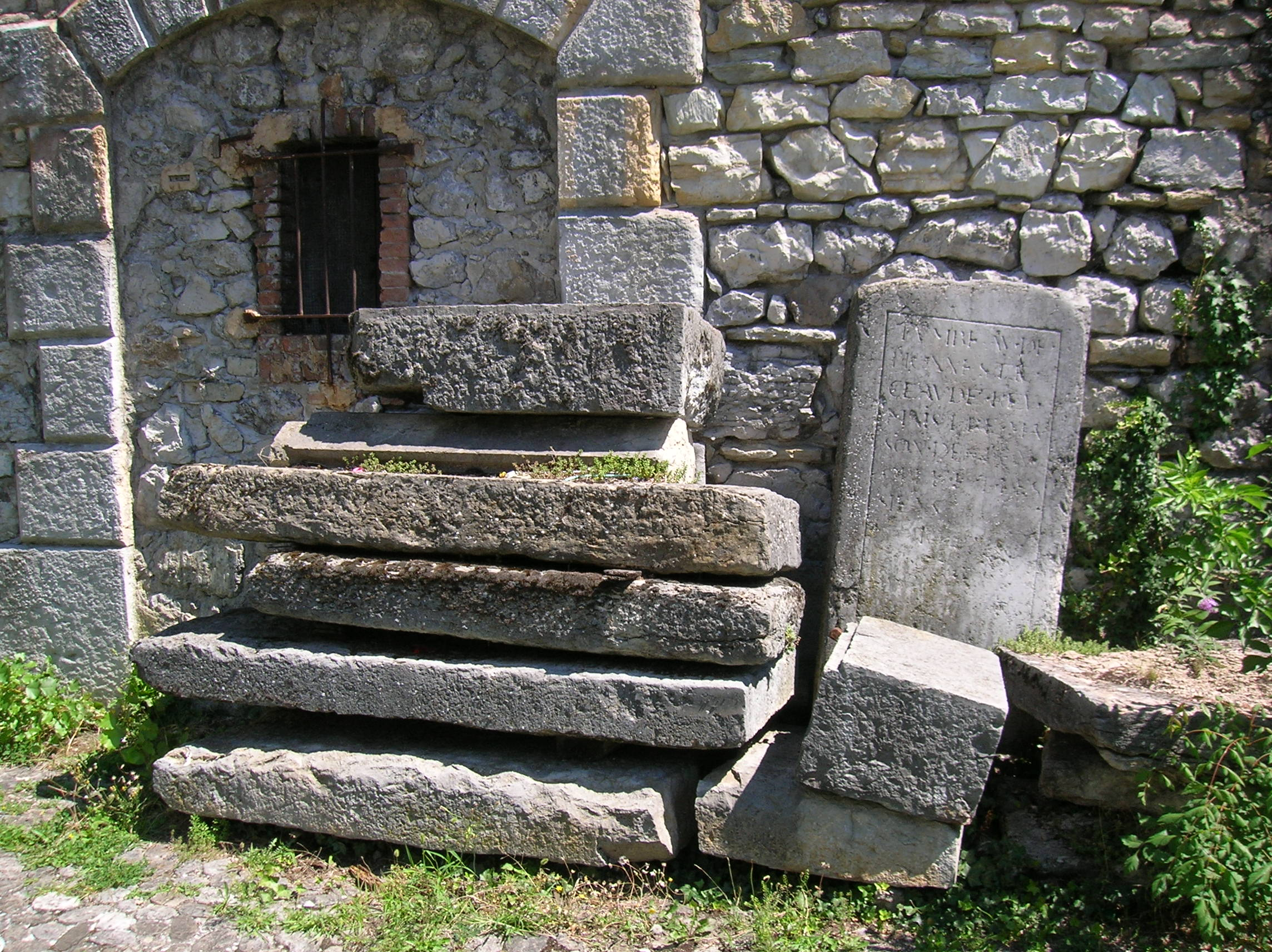
Plaques de pierre de la poudrière.
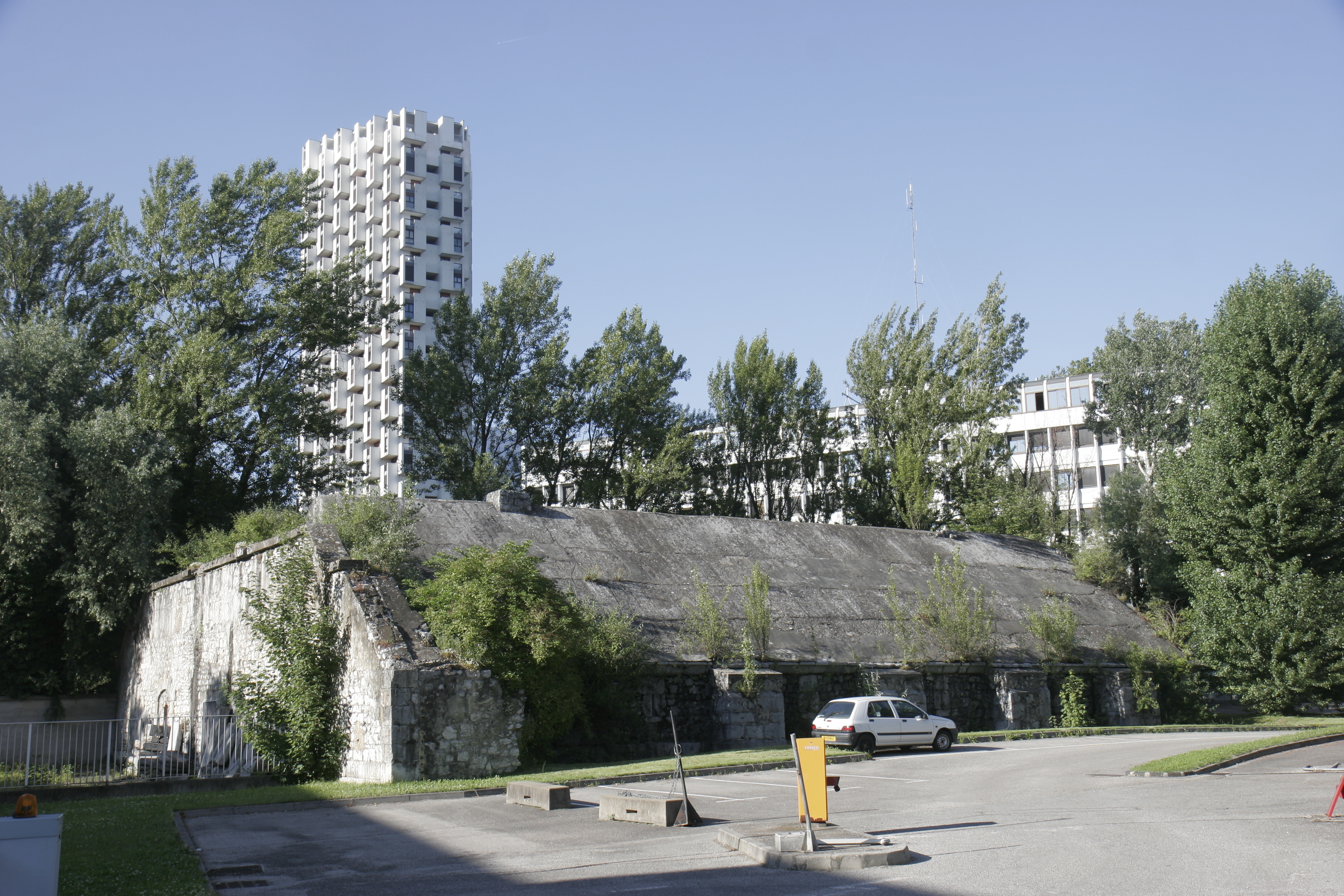
La poudrière, l'hôtel de police et une tour de l'Île Verte.